# 推拿
推拿，又稱按摩，古代亦稱按蹻等。 推拿這一名稱可追溯至遠古時期, 第一部推拿專著《黃帝岐伯按摩經》十卷（見《漢書.藝文志》，已佚），也成書於秦漢時期。 又見於中國明代，當時的《小兒推拿方脈活嬰秘旨全書》、《小兒推拿秘訣》等著作就把按摩改稱為推拿，推拿是人類最古老的一種療法，人們逐漸發現推拿能使疼痛減輕或消失，在這基礎上人們逐漸認識了推拿對人體的調理作用。一般常用的有推、拿、按、摩、掐、滾、搖、揉、搓、抖等幾個手法。在患者皮膚肌肉的點、線、面上推拿，創造積極的外因條件，以疏通患者經絡，滑利關節，促使氣血運行，調整臟腑功能，增強人體抗病能力，從而達到治癒病痛的目的。